# Ferrari SF-24
El Ferrari SF-24 fue el septuagésimo monoplaza de Fórmula 1 diseñado por la Scuderia Ferrari, construido para participar en la temporada 2024. El coche se presentó el 13 de febrero de 2024. El monoplaza fue conducido por Charles Leclerc y Carlos Sainz Jr.. El piloto reserva Oliver Bearman debutó en Arabia Saudita en reemplazo de Carlos Sainz debido a un problema de apendicitis.

## Resultados

### Fórmula 1
(Clave) (negrita indica pole position) (cursiva indica vuelta rápida)

| Año  | Motor           | Neu. | N.º | Pilotos          | 1   | 2   | 3   | 4   | 5   | 6   | 7   | 8   | 9   | 10  | 11  | 12  | 13  | 14  | 15  | 16  | 17  | 18  | 19  | 20  | 21   | 22  | 23  | 24  | Puntos | Pos. |
| ---- | --------------- | ---- | --- | ---------------- | --- | --- | --- | --- | --- | --- | --- | --- | --- | --- | --- | --- | --- | --- | --- | --- | --- | --- | --- | --- | ---- | --- | --- | --- | ------ | ---- |
| 2024 | 066/12 V6 Turbo | P    |     |                  | BHR | ARA | AUS | JPN | CHN | MIA | EMI | MON | CAN | ESP | AUT | GBR | HUN | BEL | NED | ITA | AZE | SIN | USA | MEX | SÃO  | LVG | QAT | ABU | 652    | 2.º  |
| 2024 | 066/12 V6 Turbo | P    | 16  | Charles Leclerc  | 4   | 3   | 2   | 4   | 4   | 32  | 3   | 1   | Ret | 5   | 117 | 14  | 4   | 3   | 3   | 1   | 2   | 5   | 14  | 3   | 53   | 4   | 25  | 3   | 652    | 2.º  |
| 2024 | 066/12 V6 Turbo | P    | 38  | Oliver Bearman   |     | 7   |     |     |     |     |     |     |     |     |     |     |     |     |     |     |     |     |     |     |      |     |     |     | 652    | 2.º  |
| 2024 | 066/12 V6 Turbo | P    | 55  | Carlos Sainz Jr. | 3   | WD  | 1   | 3   | 5   | 5   | 5   | 3   | Ret | 6   | 35  | 5   | 6   | 6   | 5   | 4   | 18† | 7   | 2   | 1   | Ret5 | 3   | 64  | 2   | 652    | 2.º  |